# Storia dell'oncologia
La nascita dell'oncologia ha origini antiche, come il male che si prefigge di studiare e sconfiggere: essa è la branca della medicina riguardante lo studio e la cura dei tumori.

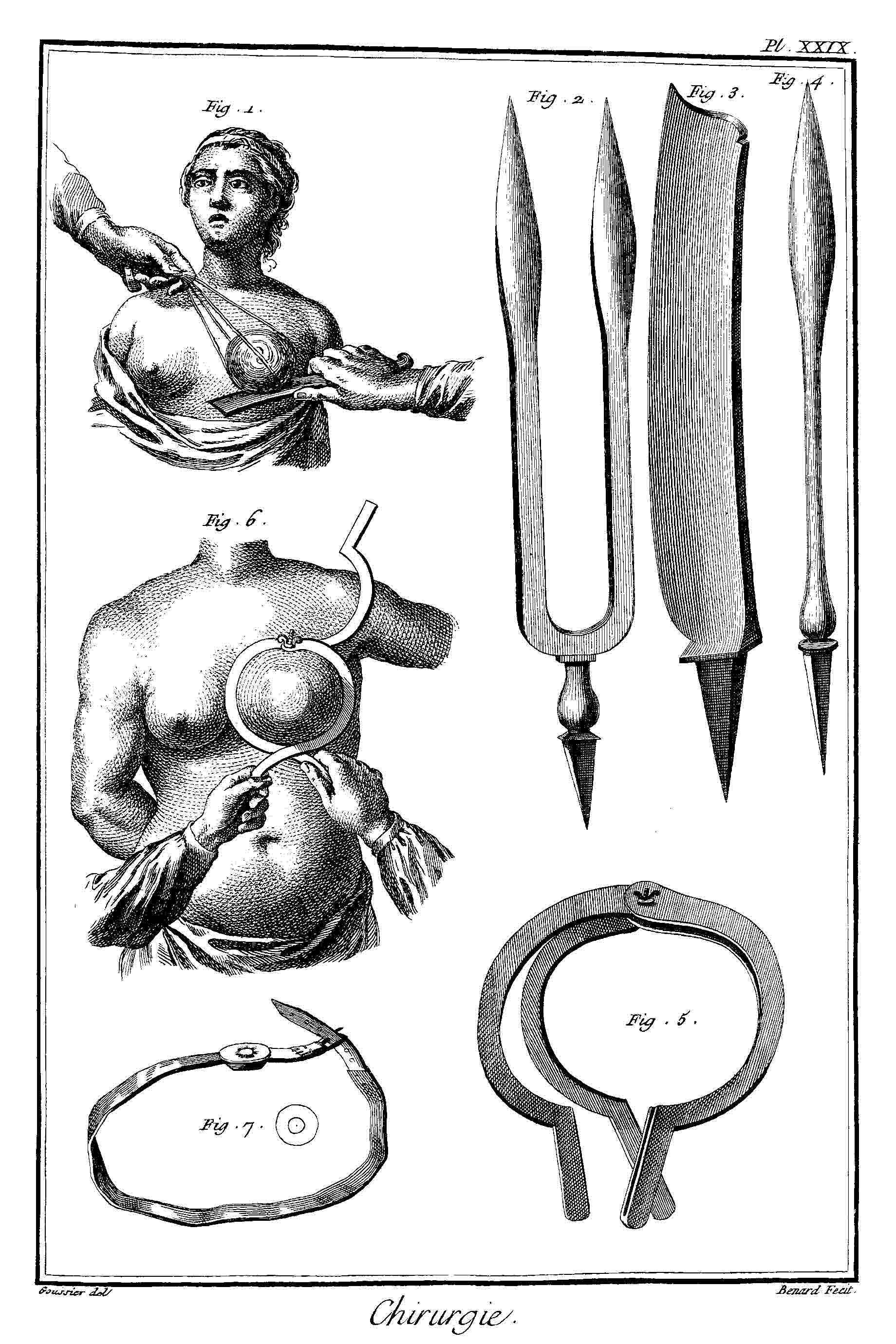
Chirurgia del tumore alla mammella nel XVIII secolo.

## Un male antico

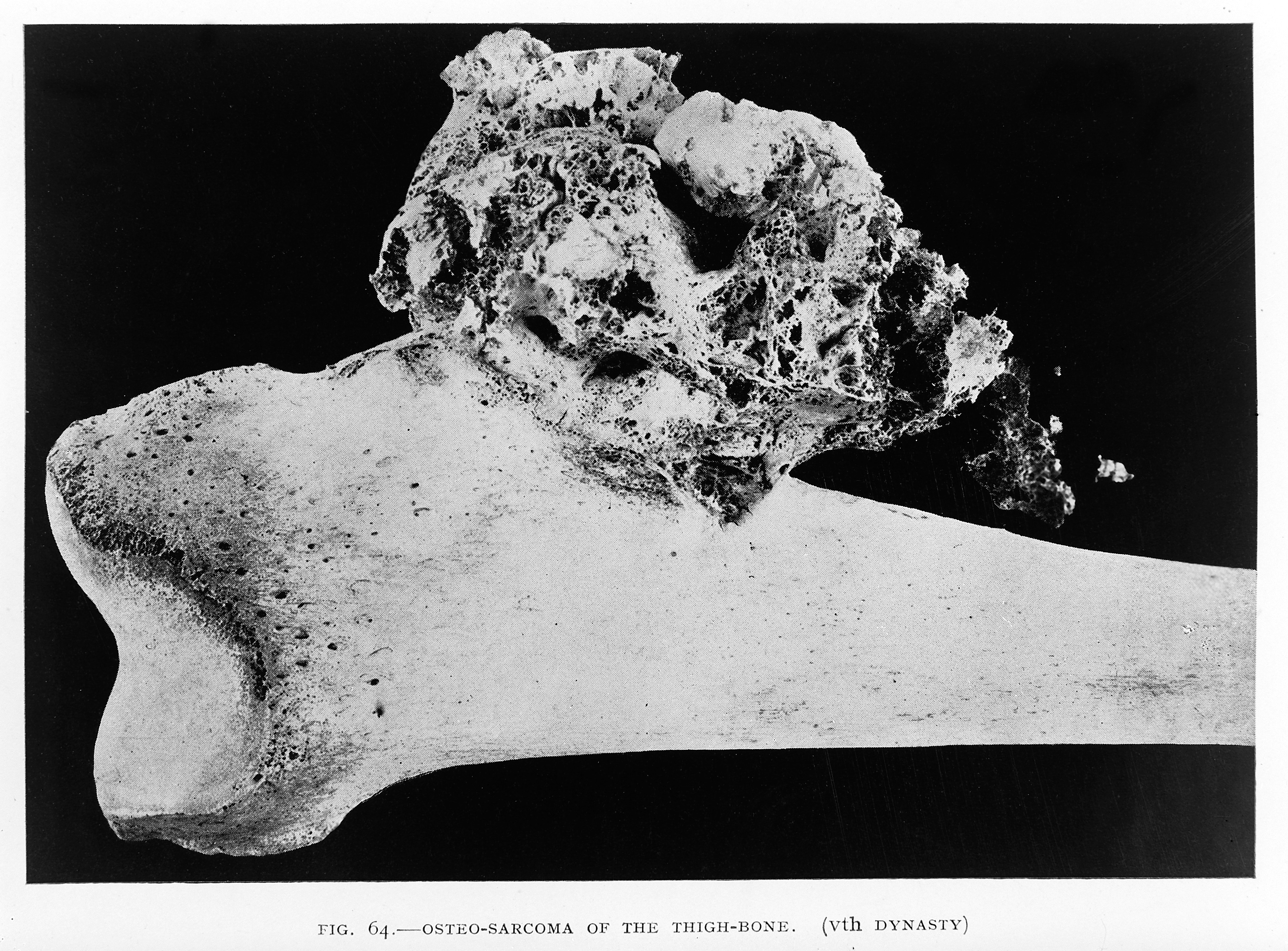
Osteosarcoma del femore, Egitto V dinastia

Le più antiche testimonianze di neoplasie che si conoscano sono archeologiche e paleontologiche. In alcune sepolture umane storiche e preistoriche infatti sono stati rinvenuti resti ossei che analizzati hanno rivelato la presenza di tumori primari o metastatici del sistema scheletrico. Tra essi il cranio di una donna sepolta in Egitto intorno al 2.200 a.c. che presenta segni di metastasi ossee riconducibili ad un carcinoma mammario, il primo ad essere conosciuto. Il ritrovamento di analoghi riscontri in resti fossili di ominidi ancora più antichi conferma l'ipotesi che le patologie neoplastiche devono avere afflitto l'umanità fin dai suoi albori. E andando ancora molto più indietro nel cammino evolutivo dei vertebrati si ritrovano prove di tumore maligno persino nelle ossa di alcuni dinosauri spostando così le origini del cancro alla notte dei tempi.

## Le civiltà del passato

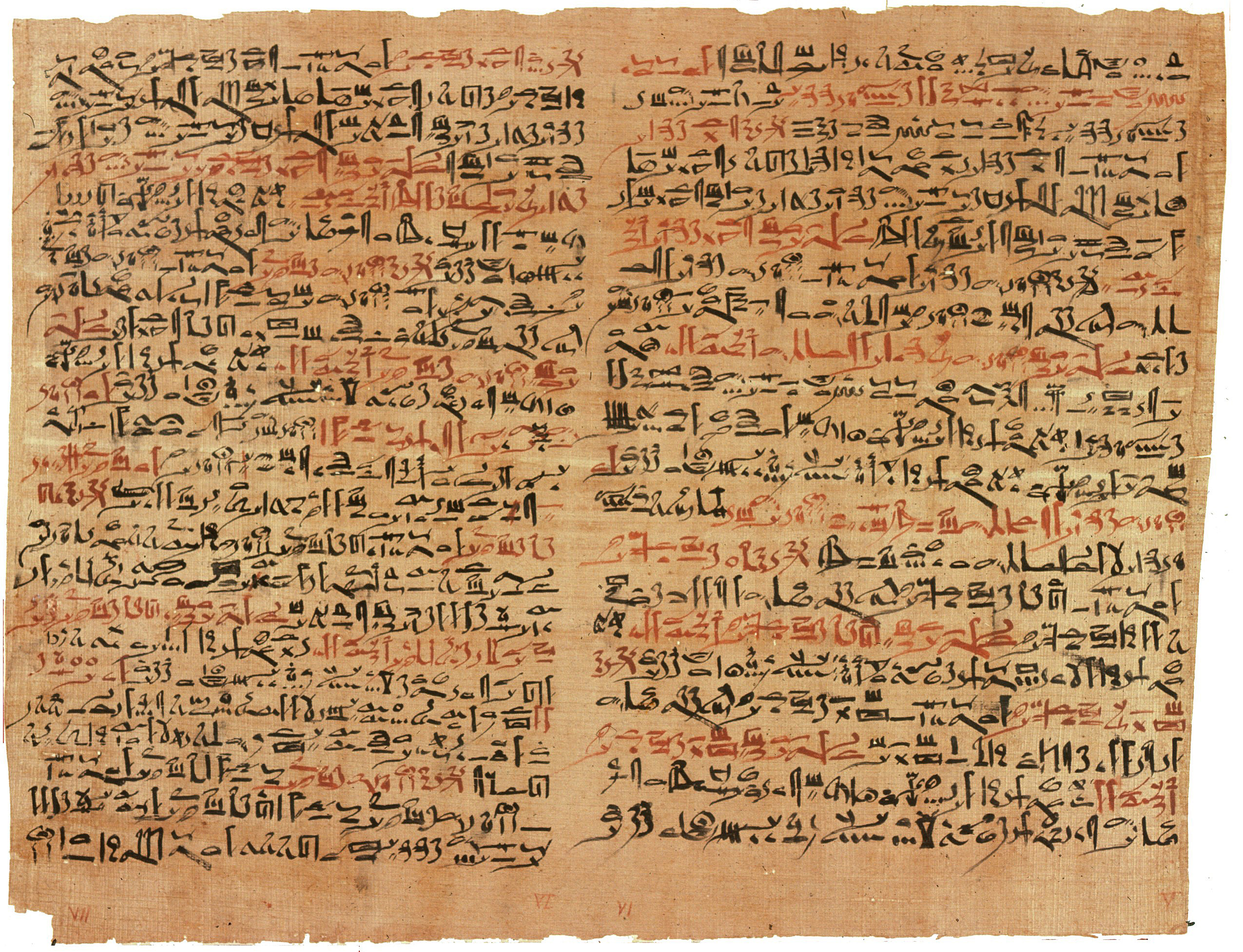
Fogli VI e VII del Papiro Edwin Smith (Rare Book Room, New York Academy of Medicine).

Il principale fattore di rischio per lo sviluppo di una patologia neoplastica è l'età. Poiché nelle antiche civiltà l'aspettativa di vita non superava i 40 anni ammalarsi di tumore doveva essere piuttosto infrequente. Non doveva però essere così raro visto che questa condizione fu rilevata già dall'osservazione dei medici del mondo classico.
Il primo scritto riguardante un caso di tumore risale alla medicina egizia. Nell'antico papiro di Kahun (1800 a.C.) infatti è presentata la descrizione di un cancro dell'utero, mentre un altro documento, il papiro di Ebers (1550 a.C.), tratta della condizione di non curabilità di tale patologia. In particolare il papiro di Edwin Smith (1600 a.C.) riporta la prima descrizione conosciuta del carcinoma mammario. Poiché si ritiene che il testo fosse la copia di un documento più antico, risalente all'Antico Regno, se questa ipotesi venisse confermata andrebbe a retrodatare la conoscenza egizia dei tumori a più di 2000 anni prima dell'era cristiana.
Al pari degli antichi Egizi l'incurabilità delle neoplasie viene ribadita anche dal padre della medicina, Ippocrate (460 – 377 a.C.), secondo il quale l'origine delle malattie è esclusivamente fisica e fondata sull'armonica mescolanza dei quattro umori:
- il sangue derivante dal cuore;
- il flegma che originava nel cervello;
- la bile gialla dal fegato;
- la bile nera proveniente dalla milza.

Così, alla rottura dell'equilibrio corrisponde uno stato di discrasia, ovvero di malattia, e il prodotto dell'accumulo di bile nera nei tessuti è ciò che produce i tumori maligni.
Per definirli il medico greco utilizza per la prima volta il termine carcinoma, la cui origine etimologica è granchio (dal greco karkinos), poiché, proprio come l'animale, divora i tessuti con una morsa dolorosa e acuta.
Per il trattamento dei tumori esterni egli consigliava il ricorso a sostanze naturali emollienti o alla cauterizzazione, mentre riteneva opportuno «Non curare i portatori di tumori occulti: i malati muoiono presto se curati, vivono più a lungo se abbandonati al loro destino».
Sulla base degli studi di Ippocrate, il medico romano Galeno (129-201 d.C.) tenta di riformulare la patogenesi dei tumori. Nel secondo libro del De Naturalibus Facultatibus egli utilizza il termine cancro per indicare «una malattia che si caratterizza con un ingrossamento, una protuberanza e il cui nome deriva dalla somiglianza che le vene gonfiate dal tumore hanno con le zampe del granchio». Il neologismo galeniano discende infatti dal nome latino del granchio (cancer) e ad esso si affianca anche quello di sarcoma.
Secondo Galeno, inoltre, per impedire lo sviluppo del tumore bisognava evitare che la bile nera si fissasse in un determinato tessuto. Con l'insorgere della malattia il paziente poteva essere curato con l'aiuto di medicamenti, diete equilibrate, somministrazione di veleni e nei casi più gravi l'asportazione chirurgica o la cauterizzazione. Se i tumori non potevano essere operati si somministrava all'infermo estratto di papavero per lenire il dolore.
Per secoli la teoria degli umori è stata accettata come un dogma dalla classe medica a causa dell'Ipse dixit, rallentando così il progresso in campo oncologico. E questo nonostante lo sviluppo già in antichità classica di applicazioni di concezione moderna tra cui la mastectomia totale praticata da Leonida di Alessandria (180 d.C.) e l'uso di farmaci derivati dal colchico, dal probabile effetto antineoplastico, utilizzati da Dioscoride Pedanio (40 d.C - 90 d.C.).
(Galeno cita Ippocrate ne Opere scelte di Galeno)

## Il medioevo

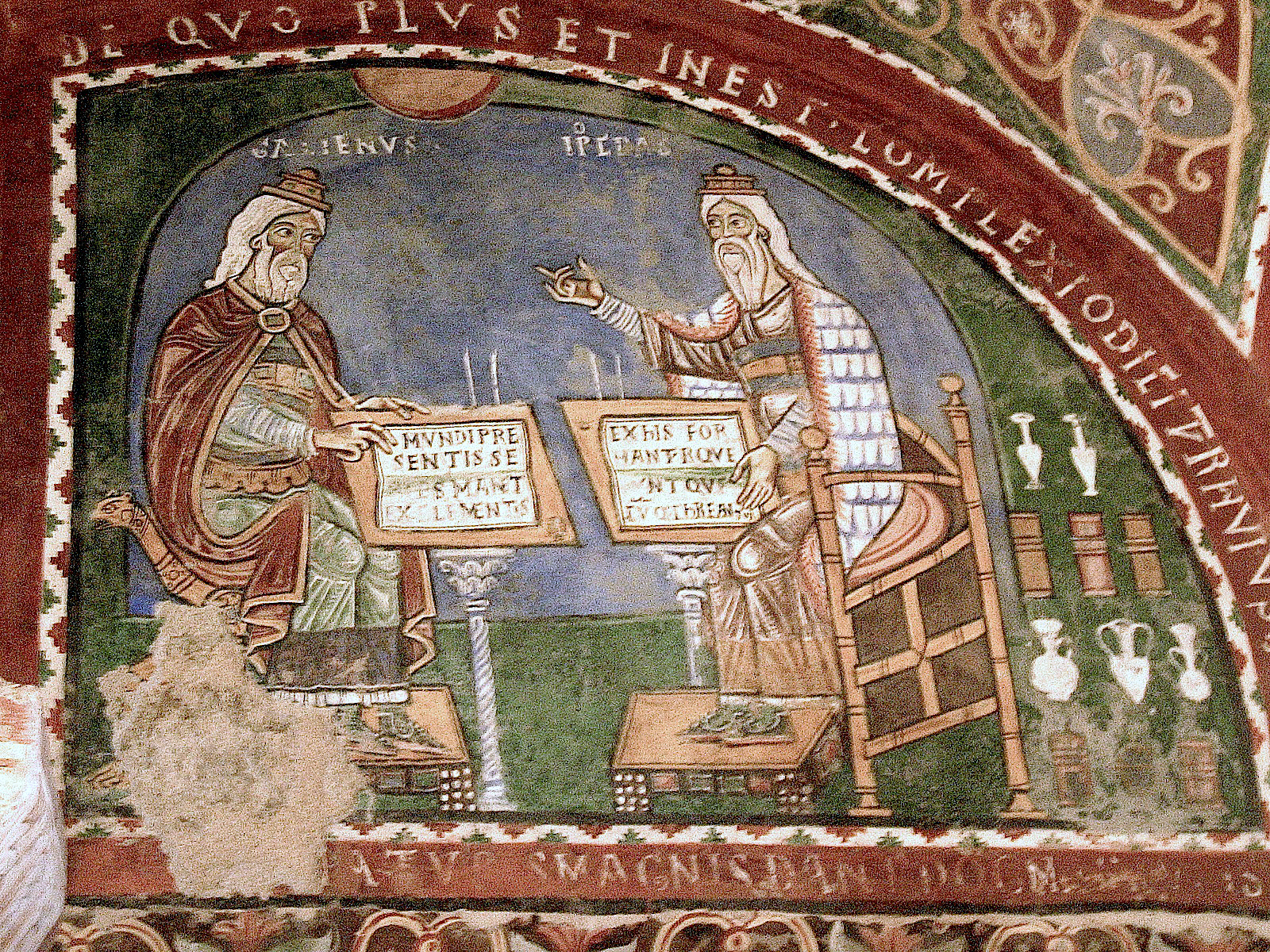
Galeno e Ippocrate in un dipinto del XII secolo (Cattedrale di Anagni)

Durante il medioevo un impulso fondamentale venne dato dalla scuola medica Bolognese che fu di riferimento per l'intera Europa. Il chirurgo francese Henry de Mondeville (1260 – 1320) della scuola di Montpellier, ma formatosi a Bologna come allievo di Teodorico de Borgognoni, nel suo trattato Chirurgie (1320), scrive: «Nessun cancro guarisce a meno che lo si estirpi radicalmente; se ne resta anche una minima parte, la malignità si sviluppa anche dalla radice». Un altro chirurgo francese che si formò a Bologna fu Guy de Chauliac (1300-1368). Scrisse un'opera, chiamata Chirurgia Magna, dedicata alle malattie della pelle e ai tumori. Seguendo lo stesso principio di avere la certezza di eliminare totalmente le neoplasie, durante i suoi interventi chirurgici rimuoveva anche parte dei tessuti sani adiacenti.
Un altro chirurgo inglese, John Arderne (1307-1390), si interessò al tumore del retto arrivando a classificarlo incurabile. Sarebbero dovuti passare secoli prima di poter intervenire chirurgicamente su tumori interni come quelli del retto. Era stato compreso però che solo l'eliminazione totale dall'organismo del tessuto tumorale avrebbe potuto portare alla guarigione e questo sapere non poteva che essere stato dedotto dal raggiungimento di qualche successo terapeutico.

## Rinascimento e rivoluzione scientifica

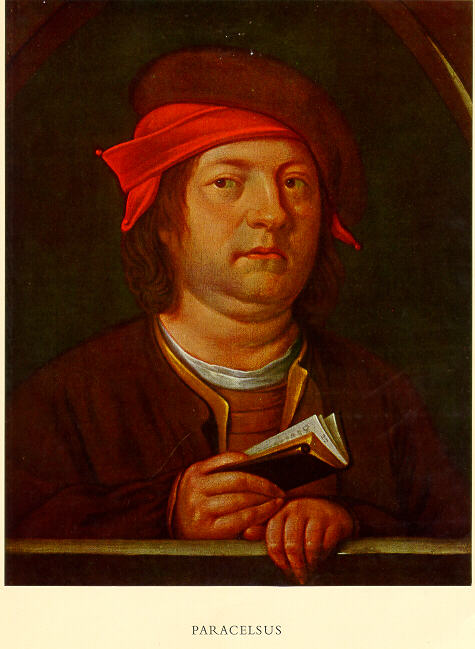
Paracelso

Durante i secoli caratterizzati dall'ipsedixismo galenico la classe medica brancolava nel buio, lontani spiragli di luce poterono essere scorti solo con il divenire del Rinascimento.
È con Paracelso (1493 – 1541) che per la prima volta si assiste alla disintegrazione della teoria umorale di Galeno. L'alchimista riteneva che i tumori maligni fossero prodotti non dall'accumulo della bile nera, ma da un sale, il "realgar". Inoltre, gli studi anatomici di Andrea Vesalio (1514-1564) avevano contribuito ad abbattere il dogma galenico dimostrando l'inesistenza della bile nera.
Anche il filosofo Cartesio (1596-1650) lo aveva smentito, sostituendo al potere patogenetico dell'umor nero quello della linfa, unica responsabile della malattia tumorale.

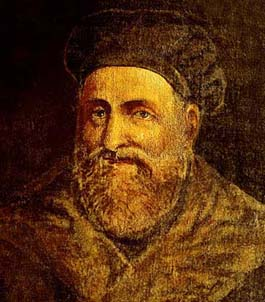
Gabriele Falloppio

Tra gli altri importanti medici di età rinascimentale bisogna ricordare l'anatomista Gabriele Falloppio (1523 - 1562), secondo il quale lo "scirro" era la forma neoplastica più importante ed essa condivideva col cancro il ruolo di rappresentante della medesima affezione, vale a dire il carcinoma.
Egli, inoltre, affermava: «quando il cancro è tranquillo, sia tranquillo anche il medico».
Nonostante l'introduzione del metodo sperimentale nelle scienze ad opera di Galileo, l'oncologia, come del resto la medicina, aveva ancora molta strada da percorrere prima di giungere alle sperimentazioni e innovazioni in campo eziopatologico.

## Il Settecento dei lumi

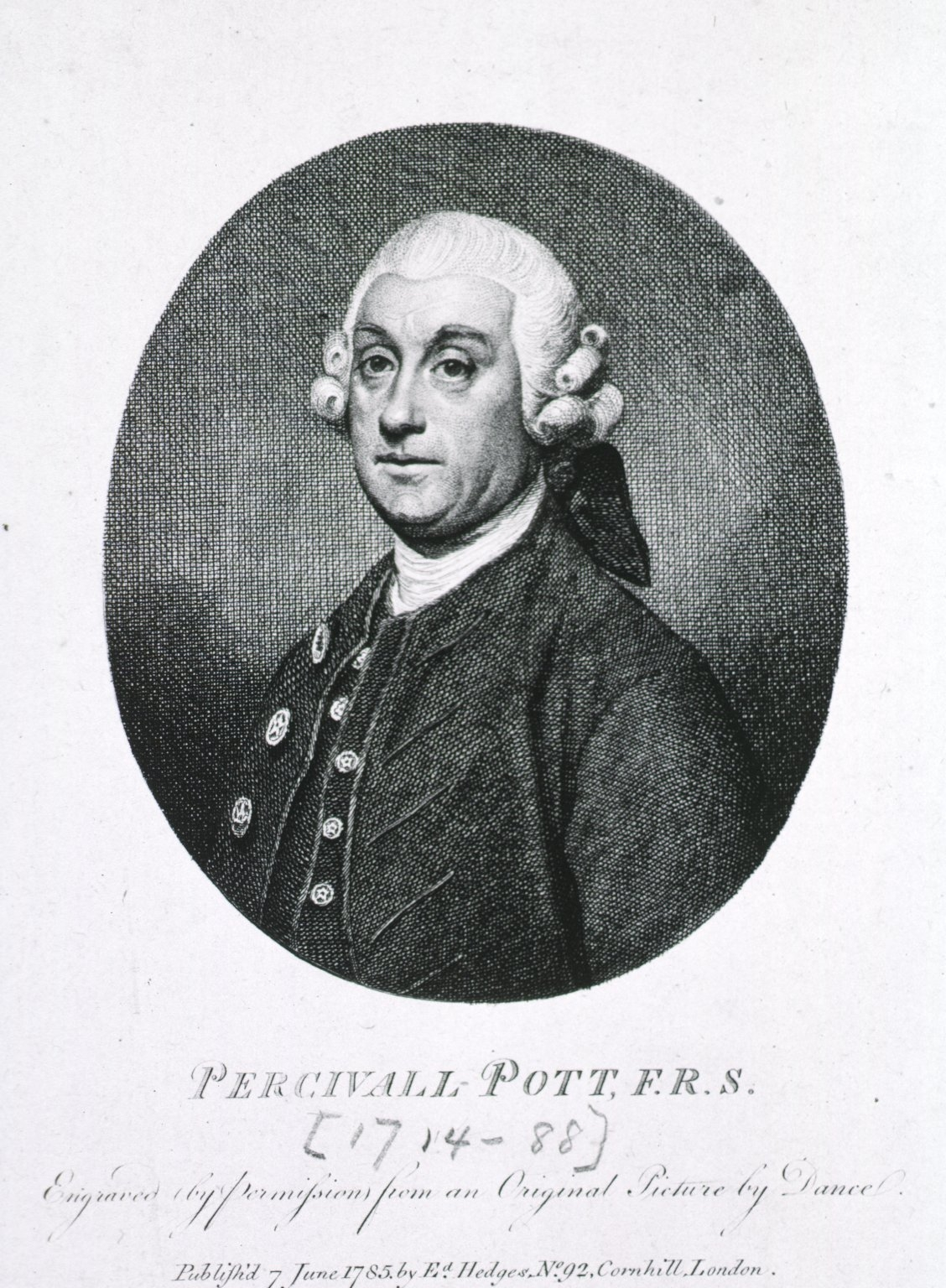
Percival Pott

Il Settecento ha rivoluzionato dal profondo ogni campo della società, compreso quello medico. Importante contributo è stato l'avere iniziato a sospettare che il cancro non fosse una malattia generale, dovuta a cause esterne, ma locale. Formulando un'ipotesi ezio-patogenetica esterna, infatti, due grandi personaggi storici hanno lasciato il segno nella storia dell'oncologia: il chirurgo londinese Percival Pott (1714-1788) e il medico tedesco Samuel Thomas Sömmering (1755-1830). L'inglese nel 1775 identifica un cancro a penetranza professionale elettiva: il cancro scrotale degli spazzacamini. È il fattore chimico, la fuliggine, l'agente scatenante ed è per questo che Pott intuisce il bisogno di «un massiccio intervento di ordine chirurgico e una legislazione severa che eliminerà la malattia in due generazioni».
Similmente nel 1795, il tedesco associava il cancro del labbro con i danni provocati dal fumo della pipa.
Altro importante contributo italiano è fornito dall'anatomopatologo Giovanni Battista Morgagni (1682- 1771), il quale afferma che ogni malattia ha una precisa sede e una determinata causa. Il chirurgo più che il medico quindi è il primo a riconoscere il tumore come un male locale che colpisce determinati tessuti, come descritto nella fisiopatologia delle membrane di Marie François Xavier Bichat (1771-1802). Il medico francese infatti vede i tumori come fenomeni locali che bisogna estirpare tempestivamente e se ciò non avviene allora il cancro diviene, secondo il chirurgo Joseph Claude Anthelme Récamier (1774 - 1852), una malattia generale a causa delle metastasi (neologismo da lui coniato).
Come è facilmente intuibile in oncologia la figura del medico e del chirurgo «dell'operator che lavora con le mani e del physicus et phylosophus che lavora con la mente e rifugge dall'operare cum ferro et igne» diventano un tutt'uno. La chirurgia acquista durante questo periodo dignità, e contribuisce nell'immaginario collettivo a rendere il cancro una malattia localizzata e quindi non necessariamente incurabile.
Nonostante questa importante svolta teorica la pratica medica del diciottesimo secolo restava ancora soltanto di tipo palliativa. In Danimarca però, tre anni dopo le osservazioni di Percival Pott, si adottarono per gli spazzacamini gli obblighi di vestizioni di lavoro e di lavaggi di fine turno per rimuovere subito la fuliggine dal corpo. A questi provvedimenti seguì un crollo delle casistiche tumorali per la professione in questione. Questa circostanza può essere considerata la prima forma di prevenzione primaria antineoplastica e il primo successo della ricerca oncologica contro una forma tumorale.

## L'Ottocento di Virchow

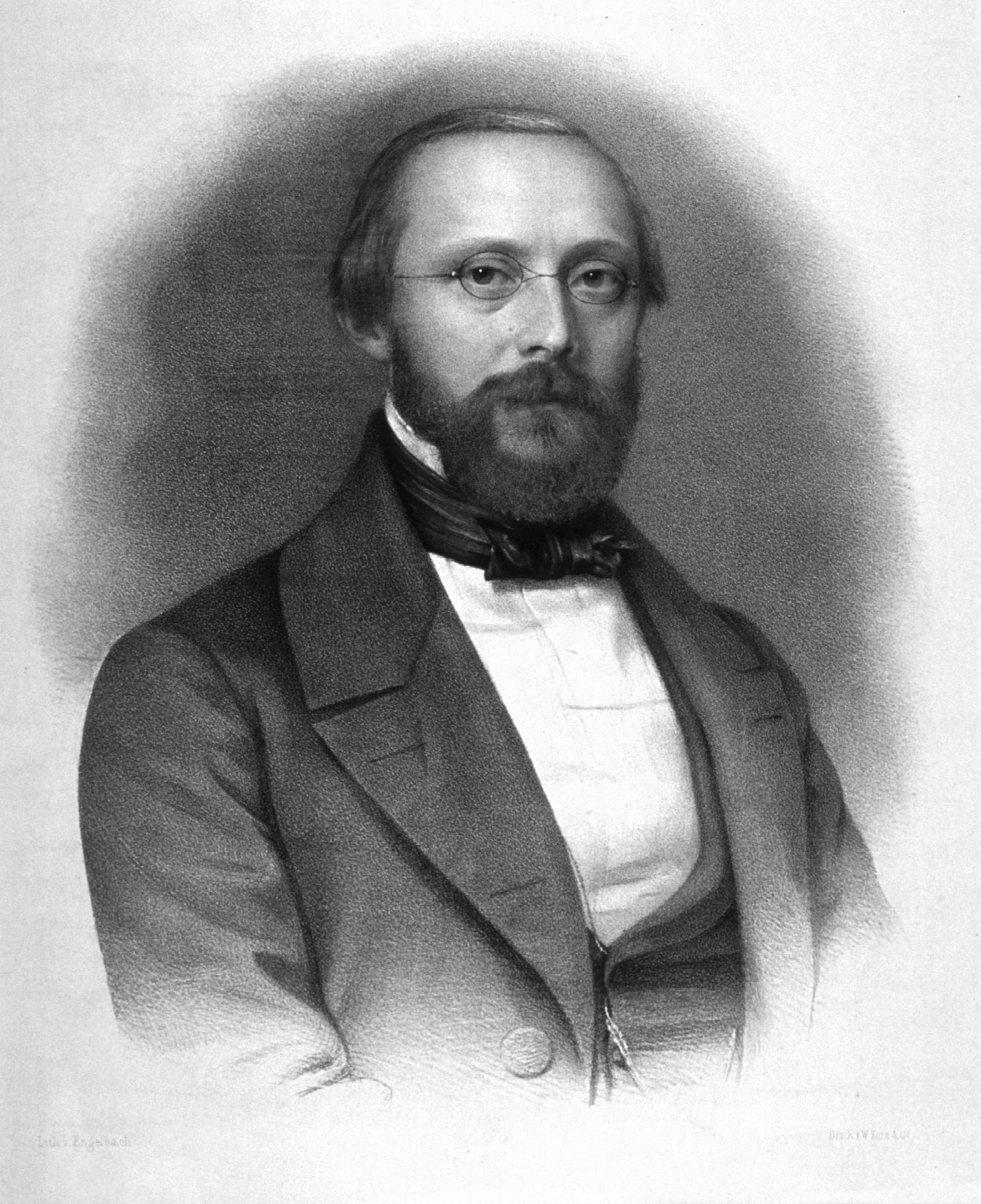
Rudolf Virchow

La vera svolta nel corso dell'Ottocento in campo oncologico è data da uno dei più grandi ricercatori di tutti i tempi: Rudolf Virchow (1821-1902). Con la sua Patologia Cellulare afferma che per poter indagare e scoprire la misteriosa eziopatogenesi del cancro occorre studiare la cellula tumorale dal punto di vista istologico e fisiologico. Egli afferma « con tutta la sua pratica anche un indaffarato chirurgo, se vuole ottenere quel che i suoi predecessori non hanno ottenuto, non può fare a meno di ricorrere infine all'istologia e al microscopio».
Tuttavia la grande rivoluzione cellulare incontra un grande ostacolo, soprattutto sulla frontiera italiana: l'unità nazionale. Con i moti del ’48, infatti, le nazioni cercavano di chiudersi in un'autarchia scientifica senza precedenti, promuovendo il sentimento nazionalista al fine di tagliare ogni contatto con scienziati stranieri, per promuovere solo la ricerca da parte delle menti nazionali. In Italia, così, si creano due fronti: quello dei “virchowiani” e quello degli “anti-virchowiani”, a causa del sentimento germanofobo. Ciò non esclude la possibilità di progredire, anzi permette attraverso le numerose critiche tra i due schieramenti di acquisire la consapevolezza dell'importanza di un metodo scientifico basato non su opinioni, ma su esperimenti.
Questo sarà il sentiero sul quale l'oncologia sperimentale riuscirà a muovere i primi passi.
A questo fermento nella ricerca scientifica si aggiunse inoltre una vera rivoluzione nella pratica terapeutica. L'aver portato a soluzione la gestione dei problemi del dolore e dell'infezione post-operatori, con i progressi dell'anestesia (1846) e dell'antisepsi (1867), portò alla nascita della chirurgia oncologica moderna. Inoltre sul finire dell'800 la scoperta dei raggi X trovò immediata applicazione in campo oncologico con la nascita della radioterapia (1896).

## Oncologia sperimentale e teorie oncogeniche

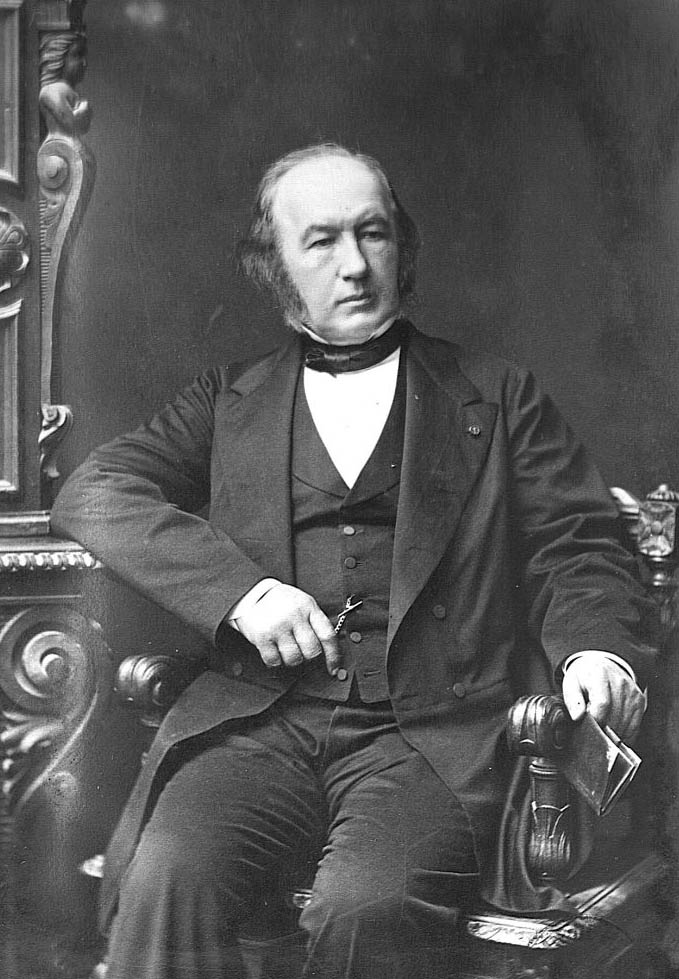
Claude Bernard

Con Claude Bernard (1813-1878) e l'introduzione di una visione della medicina di tipo sperimentale anche l'oncologia si dirige verso lo sperimentalismo. In questo modo numerosi medici e ricercatori iniziano a studiare il cancro da prospettive diverse cercando di dar vita a teorie sull'origine e lo sviluppo delle neoplasie. Sono qui citate brevemente alcune delle più importanti.
Il fisiopatologo Wilhelm Waldeyer (1836-1921) nel 1877 formula l'assioma “il cancro trae sempre origine dall'epitelio”. Questa teoria che inizialmente trova largo consenso tra medici e chirurghi del calibro di Theodor Billroth (1829–1894) non tarda ad essere smentita. La falsificazione della teoria è opera del dottore italiano Vincenzo Brigidi che attraverso numerose osservazioni giunge alla fortunata conclusione che la dottrina di Waldeyer è troppo limitativa poiché l'origine del carcinoma non è esclusivamente epiteliale, ma anche connettivale.
Francesco Sanfelice è stato un patologo e igienista italiano, padre della "teoria blastomicetica dei tumori maligni".
Grazie al suo lavoro, sul finire dell'Ottocento, nasce la "sieroterapia", ovvero un siero che - secondo lui - sarebbe stato in grado di guarire i tumori maligni, e che avrebbe sperimentato sui cani. Questo siero chiamato "cancrocidina" non era altro che una sospensione di saccaromiceti neoformanti in soluzione fisiologica sterile.
La teoria di Sanfelice, basata sull’"eziologismo esterno”, viene presto confutata e superata da quella dell’“eziologismo interno”. Tuttavia la teoria del patologo può essere considerata la progenitrice della scoperta dei virus oncogeni ad opera di Peyton Rous (1879–1970) che nel 1966 riceverà il Premio Nobel per la medicina.
Nel 1911 il microbiologo statunitense, attraverso degli esperimenti, riuscì a dimostrare che il sarcoma dei polli poteva essere generato con l'iniezione di un agente submicoscropico, denominato poi virus del sarcoma di Rous. L'intima connessione tra virus e cancro era stata finalmente scoperta.

Gaetano Fichera

Gaetano Fichera (1880-1935) primo direttore dell'Istituto Nazionale Vittorio Emanuele III per lo studio e la cura del cancro, elabora la teoria del disequilibrio oncogenico. Questa si basa sull'ereditarietà e sulla predisposizione alla malattia neoplastica causata da una mancata resistenza agli stimoli oncogeni. Secondo Fichera « lo sviluppo dei tumori è spiegato con la rottura dei rapporti tra sostanze inibitrici e sostanze eccitatrici delle proliferazioni cellulari», da qui l'importanza dell'equilibrio tra le parti, che se rotto provoca neoplasie nella parte del corpo predisposta.

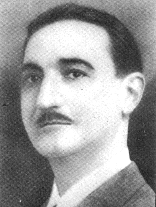
Nicola Pende

Nicola Pende (1880–1970) è un patologo medico alla Sapienza ed esperto endocrinologo che afferma «il cancro è una malattia di tutto l'organismo e curare con i metodi localistici, come finora si era fatto, sia col coltello chirurgico sia con altre terapie, come la radium terapia, è un errore». Secondo il professore una delle cause scatenanti è la “razza” (bisogna ricordare che Pende firma nel 1938 il Manifesto della Razza che legittima il razzismo persecutorio degli ebrei in Italia), inoltre il medico fascista ritiene che il cancro, in quanto malattia generale, debba essere studiato dal clinico medico e non dal chirurgo che è solamente una mano sapiente e tecnica. In questo modo egli denigra la chirurgia a strumento di cura secondario. 

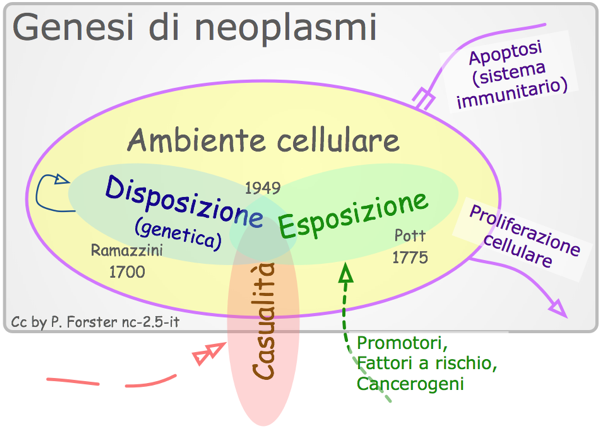

Pietro Rondoni (1882–1956), professore di patologia generale e sperimentale all'Università di Milano e successore di Fichera nella direzione dell'Istituto Nazionale Vittorio Emanuele III per lo studio e la cura del cancro, è uno dei primi a comprendere il nesso tra tumori e genetica.
Egli, infatti, attraverso l'amore per la ricerca, intuisce «come la cancerologia si incontri con la genetica».
La sua brillante intuizione lo fa inoltrare in uno studio parallelo tra agenti lesivi endogeni ed esogeni del cancro, conciliando per primo le tesi virali e ambientali precedenti. Tale teoria unificante si basa sul concetto di cancro come "errore di riproduzione cellulare" che può essere scatenato da fattori esterni all'organismo come "virus e idrocarburi policiclici sintetici". Rondoni descrive il tumore come «una malattia antieconomica e antiautarchica per eccellenza, perché appunto essa spegne dei focolai di esperienza, di cultura, di capacità non prontamente sostituibili e danneggia così lo sviluppo e l'autonomia tecnica e spirituale del paese»
Enrico Ciaranfi, professore di Patologia Generale all'Università degli Studi di Perugia sostiene che «il tumore è una malattia autoctona, uno sconfinamento della variabilità biologica oltre i limiti della normalità, dipendente da qualche stabile modificazione della fine struttura chimica cellulare. Questa mutata condizione potrebbe guidare verso la conoscenza dell'origine della degenerazione maligna e faciliterebbe il compito di appurare in che cosa la cellula neoplastica differisca sostanzialmente da quella normale.»
Grande contributo del docente fu quello di aver raggruppato diverse teorie, prima fra tutte la teoria infettiva e quella della mutazione spontanea, per poter formulare l'ipotesi sulla "genesi formale" dei tumori.

## Dal Novecento: l'oncologia oltre l'oncologia

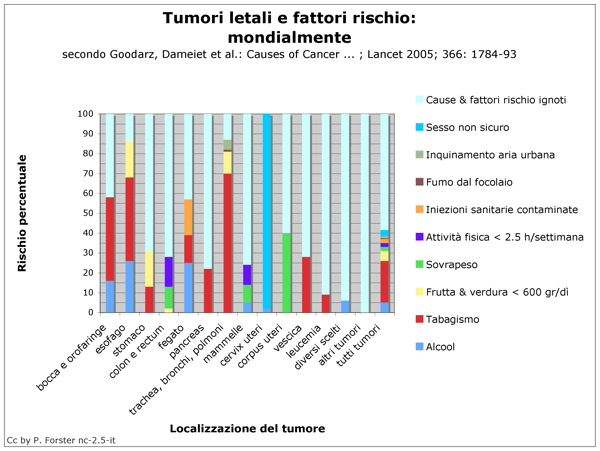
Principali fattori di rischio tumorali

Nel corso del Novecento avviene uno dei più importanti eventi nella storia dell'umanità: la svolta epidemiologica, ovvero l'aumento esponenziale delle malattie metabolico–degenerative, quali il cancro, rispetto alla scomparsa di quelle infettive.
Da questo momento rivestiranno grande importanza la genetica, la biologia e la ricerca biomolecolare e soprattutto i cosiddetti fattori di rischio, ovvero:
- i comportamenti e gli stili di vita
- i condizionamenti ambientali e socio-economici

Un esempio è quello del fumo e dell'incidenza del cancro ai polmoni tra la classe fumatrice; si cerca di rendere meno tossico il tabacco, invece che smettere di fumare.
Per poter prevenire l'insorgenza di tumori, infatti, non basta controllare e limitare gli agenti cancerogeni, bisogna educare la società a stili di vita sani attraverso la prevenzione primaria.
È in questi ultimi anni che l'oncologia medica ingloba impegno tecnologico, insegnamento e apprendimento, con la comprensione nella sua totalità antropologica e sociale.
«Così la storia dell'oncologia non può non essere anche storia del vissuto esistenziale del malato neoplastico».
Inoltre, specialmente in ambito oncologico il rapporto medico-paziente diviene duale, basato sulla fiducia e sulla speranza che non deve essere mai calpestata dal tecnicismo.
All'aumento dell'incidenza statistica delle neoplasie nelle popolazioni tuttavia la ricerca oncologica del novecento riesce a reagire con una importante svolta in campo farmacologico, che amplia il ventaglio della possibilità d'azione terapeutica. Se in passato i pochi farmaci antineoplastici disponibili, come le paste arsenicali, permettevano solo usi topici contro tumori superficiali o ulcerati, la nascita dei chemioterapici (1942) e degli anticorpi monoclonali (1980) apre il via alle terapie sistemiche per raggiungere ed aggredire le neoplasie in ogni punto del corpo. Sono della seconda metà del novecento anche le nascite della tomografia assiale computerizzata (TAC, 1971), della risonanza magnetica nucleare (RMN, 1976) e della tomografia a emissione di positroni (PET, 1977), esami diagnostici di grande utilità ed impiego in oncologia.
Da rilevare inoltre, nei primi anni del novecento, la ricerca in campo oncologico del chirurgo William Coley. Sulla base di osservazioni avvenute nel precedente secolo era noto come uno stato febbrile poteva avere un effetto curativo sulla neoplasia. Coley, riprendendo quegli studi, mise a punto una terapia che consisteva nella somministrazione di batteri resi inattivi tramite un siero che fu chiamato tossina di Coley. Il medico tuttavia precorreva i tempi e la sua ricerca fu abbandonata. Sarebbe stato necessario aspettare il secolo successivo perché questa idea riproposta contribuisse allo sviluppo di una nuova terapia basata sulle reazioni del sistema immunitario.

## Nuovi orizzonti

Struttura molecolare del DNA

Con il sequenziamento del cromosoma 1, avvenuto il 17 maggio 2006, viene ultimato il progetto genoma umano avente come obiettivo la completa mappatura del DNA dell'homo sapiens. Il progresso nel campo della genetica ha portato ad un rinnovato impulso per il progredire delle terapie mirate con la realizzazione di nuovi farmaci a bersaglio molecolare i quali, a differenza dei chemioterapici, sono diretti ad agire selettivamente e cioè solo sulle cellule tumorali. Il XXI secolo ha dato il via anche alla nascita dell'Immunoterapia (2010) che, agendo sul sistema immunitario, induce l'organismo a reagire contro la neoplasia.  Queste terapie innovative, pur non essendo prive di tossicità ed effetti collaterali, sono generalmente più tollerate ed efficaci, ed hanno migliorato le prognosi per alcuni specifici tumori. Ma opportuni test genetici possono costituire anche un utile strumento predittivo sulla probabilità di ammalarsi di alcune forme di cancro dovute a cause ereditarie contribuendo così a dare un'ulteriore possibilità di azione alle strategie di prevenzione.

## Le terapie antitumorali

### Chirurgia oncologica

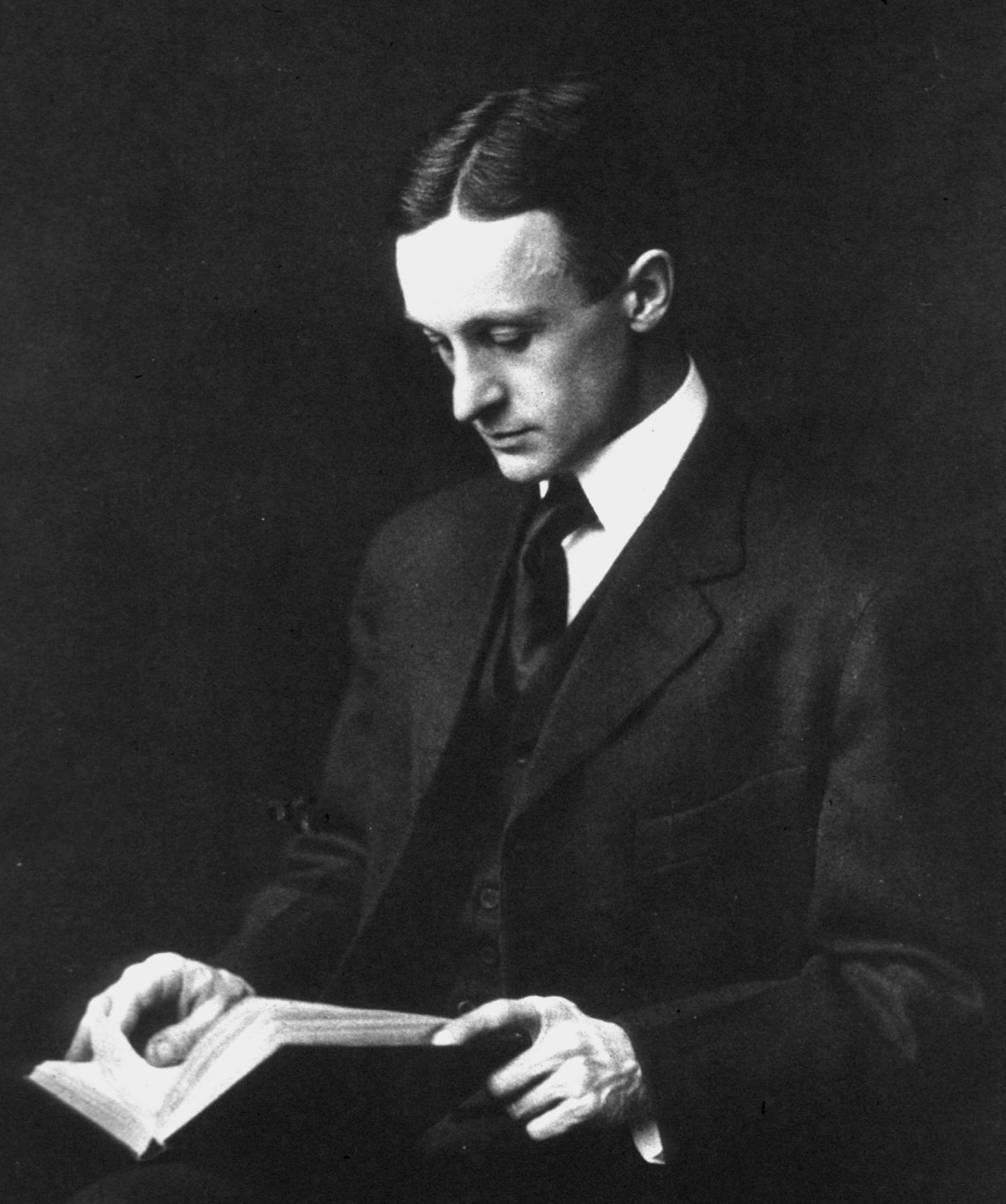
Harvey Cushing

Agli esordi la giovane oncologia poteva trovare nella chirurgia l'unica alleata per sconfiggere il cosiddetto “male oscuro”. Sin dai primi approcci con il cancro i medici si sono accorti che l'asportazione del tessuto affetto fosse la sola via di salvezza praticabile. Così la chirurgia oncologica, inizialmente, è stata considerata la sola cura efficace, se in cooperazione con il punto di vista clinico e patologico, nella lotta contro i tumori.
Perciò lo sviluppo dell'oncologia chirurgica è parallelo a quello degli altri campi della medicina. Ne è un esempio Harvey Cushing (1869 -1939) neurochirurgo, patologo, insegnante, scrittore – autore di una biografia su William Osler, suo maestro, che gli varrà il premio Pulitzer. L'eclettico medico ha il merito di aver saputo coniugare la modalità tecnica alla dimensione etica nell'operare con il bisturi, poiché durante l'atto chirurgico non è possibile compiere alcun errore, pena la morte del paziente. Inoltre egli mette a punto delle importanti soluzioni in campo tecnico – molte delle quali per migliorare l'emostasi. È la sua impeccabile condotta che gli ha permesso di ridurre drasticamente il tasso di mortalità operatoria e di considerare non solo la malattia, ma soprattutto il malato.
Molti sono gli italiani che hanno contribuito con operazioni ed innovazioni tecniche - si pensi alla sega di Gigli, agli interventi di Francesco Durante (1844- 1934) e Davide Giordano (1864 – 1954), il quale si rende conto dell'importanza dell'antropologia nella chirurgia.
La precocità diagnostica e la radicalità chirurgica sono da sempre i due principali alleati nella lotta contro il cancro. Conseguenza di ciò è la promozione sin dagli anni cinquanta della prevenzione secondaria tramite screening di massa, ove la prevenzione primaria fallisce.

### Radioterapia

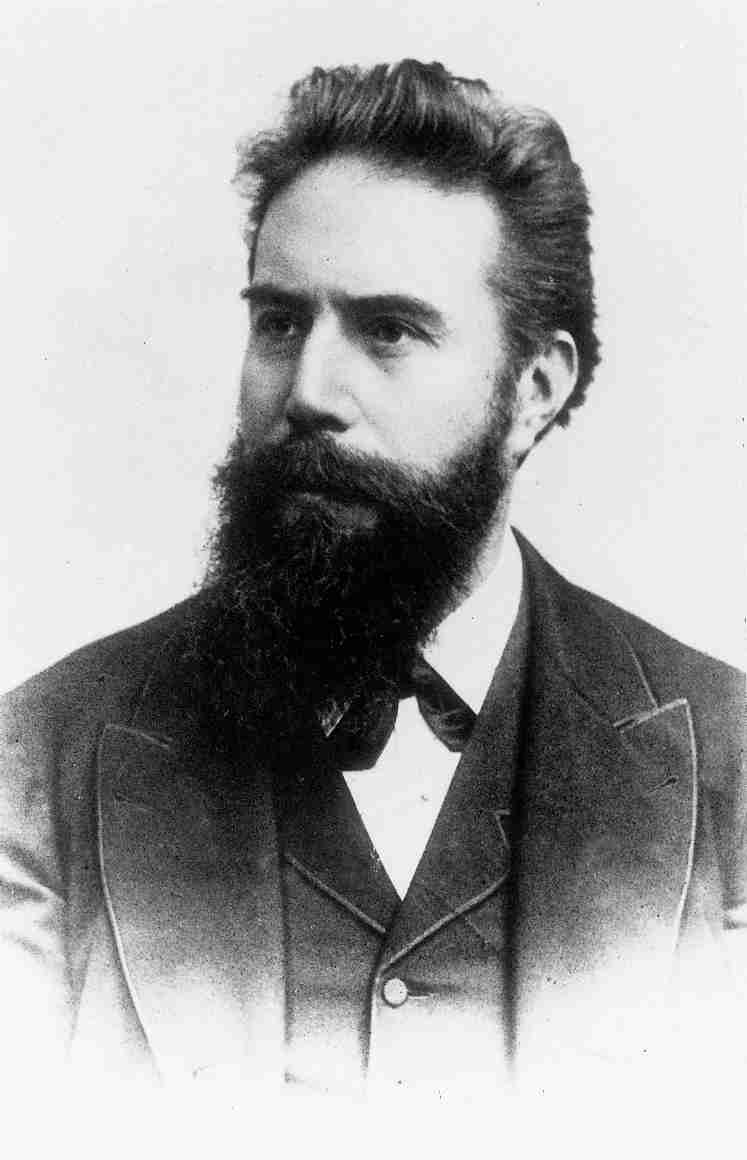
Wilhelm Conrad Röntgen

Con la scoperta dei raggi X nel 1895 da parte di Wilhelm Conrad Röntgen nasce la radiodiagnostica e in campo oncologico la radioterapia. Nel 1896 uno studente di Chicago, E.H.Grubbè, utilizza le radiazioni per trattare una neoplasia alla mammella e nello stesso anno Henry Becquerel svela la radioattività degli atomi di uranio. Successivamente nel 1898 Marie e Pierre Curie scoprono il radio, e dai loro esperimenti, ma soprattutto delle conseguenze causate sui loro corpi dagli stessi, viene alla luce la potente e bivalente attività demolitrice e risanatrice dell'elemento, il quale può guarire alcuni tumori.

### Chemioterapia

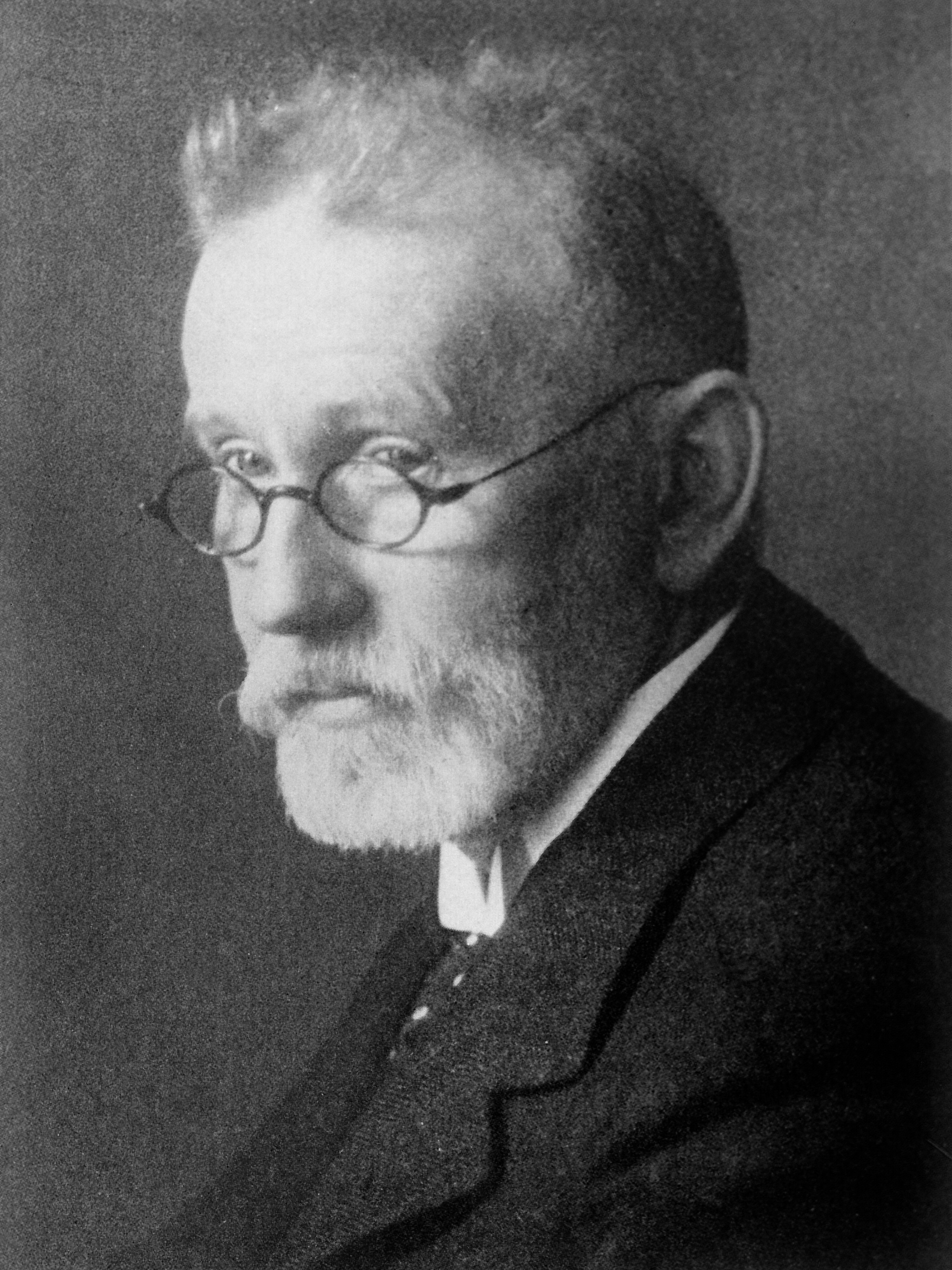
Paul Ehrlich

Agli inizi del Novecento un brillante scienziato tedesco, Paul Ehrlich (1854 -1915) premio Nobel per la medicina 1908, scopre che alcuni prodotti chimici potevano danneggiare e distruggere l'agente causale di alcune malattie infettive. Nasce così la chemioterapia. In campo oncologico nel 1946 A.Gilman e F.S.Philips scoprono l'effetto curante delle mostarde azotate su organismi affetti da tumori. La chemioterapia antitumorale ha successo grazie alle affinità tra queste molecole sintetizzate e alcune porzioni di DNA che vengono inibite e perciò impossibilitate nella riproduzione, contrastando così la crescita della neoplasia. La costante ricerca di agenti sempre più selettivi verso le cellule tumorali e meno nocivi all'uomo, spingono gli scienziati all'utilizzo di antineoplastici naturali. Tra i più importanti si collocano la daunomicina, frutto della Farmitalia, che nel 1963 irrompe nel mercato ed è affiancata, nel 1971, dall'adriblastina prodotta e ideata dalla stessa casa farmaceutica con un'azione antiblastica più ampia.
Il principale obiettivo dei ricercatori è quello di realizzare cure sempre più efficaci attraverso:
- dei protocolli più precisi
- l'ingegneria genetica
- l'immunologia
- la biologia molecolare - con l'identificazione dei geni oncogeni.

### Terapia mirata
La Terapia mirata, detta anche Medicina di precisione o anche Target therapy, è una terapia basata su farmaci che agiscono selettivamente contro le cellule tumorali, sulla base di loro specifiche caratteristiche molecolari che le differenziano dalle cellule sane. Questo tipo di terapia è stata sviluppata allo scopo di aumentare l'efficacia della cura riducendo gli effetti collaterali. La Terapia mirata nasce negli anni 80 del XX secolo con la realizzazione degli anticorpi monoclonali.
Nel 1982 venne riferito il primo trattamento di successo su un paziente affetto da un linfoma con un anticorpo sperimentale. Ciò condusse allo sviluppo di un nuovo tipo di farmaci a scopo oncologico ovvero gli "anticorpi monoclonali". Gli anticorpi erano conosciuti già dalla fine del XIX secolo e si era anche intuito il loro potenziale per la ricerca e lo sviluppo di nuove terapie, ma fu solo nel 1975 che fu inventato un procedimento per produrre anticorpi in maniera massiva e "monoclonali" ovvero tutti uguali tra loro perché derivati da un singolo clone. Ai due ricercatori che misero a punto questa tecnica fu assegnato il premio Nobel per la Medicina nel 1984. La cosa più importante però fu la nascita di un nuovo tipo di terapia che andava ad agire solo su caratteristiche specifiche delle cellule tumorali anziché su caratteristiche generali di molte cellule dell'organismo, comprese quelle sane, come nel caso della chemioterapia. Proprio per questa sua specificità a questa nuova forma di terapia venne dato il nome di terapia mirata o terapia a bersaglio molecolare. Oggi la terapia mirata utilizza non soltanto gli anticorpi monoclonali ma anche altre classi di farmaci che agiscono sempre in maniera selettiva sulle cellule tumorali ma secondo principi differenti.

### Immunoterapia
Negli anni '90 del XX secolo, in maniera del tutto indipendente, un ricercatore Statunitense, James P. Allison, e un ricercatore Giapponese, Tasuku Honjo, scoprirono delle proteine che consentivano di inibire la risposta del sistema immunitario, meccanismo sul quale si basano i tumori per eludere le difese dell'organismo. Queste ricerche, per le quali i due scienziati ricevettero il premio Nobel per la medicina nel 2018, consentirono di gettare le basi per una nuova forma di terapia oncologica la quale prevede l'utilizzo di farmaci per riattivare la reazione immunitaria verso le cellule tumorali, e quindi per questo chiamata immunoterapia o terapia biologica. Il primo farmaco immunoterapico venne sviluppato nel 2011.

### Altre terapie

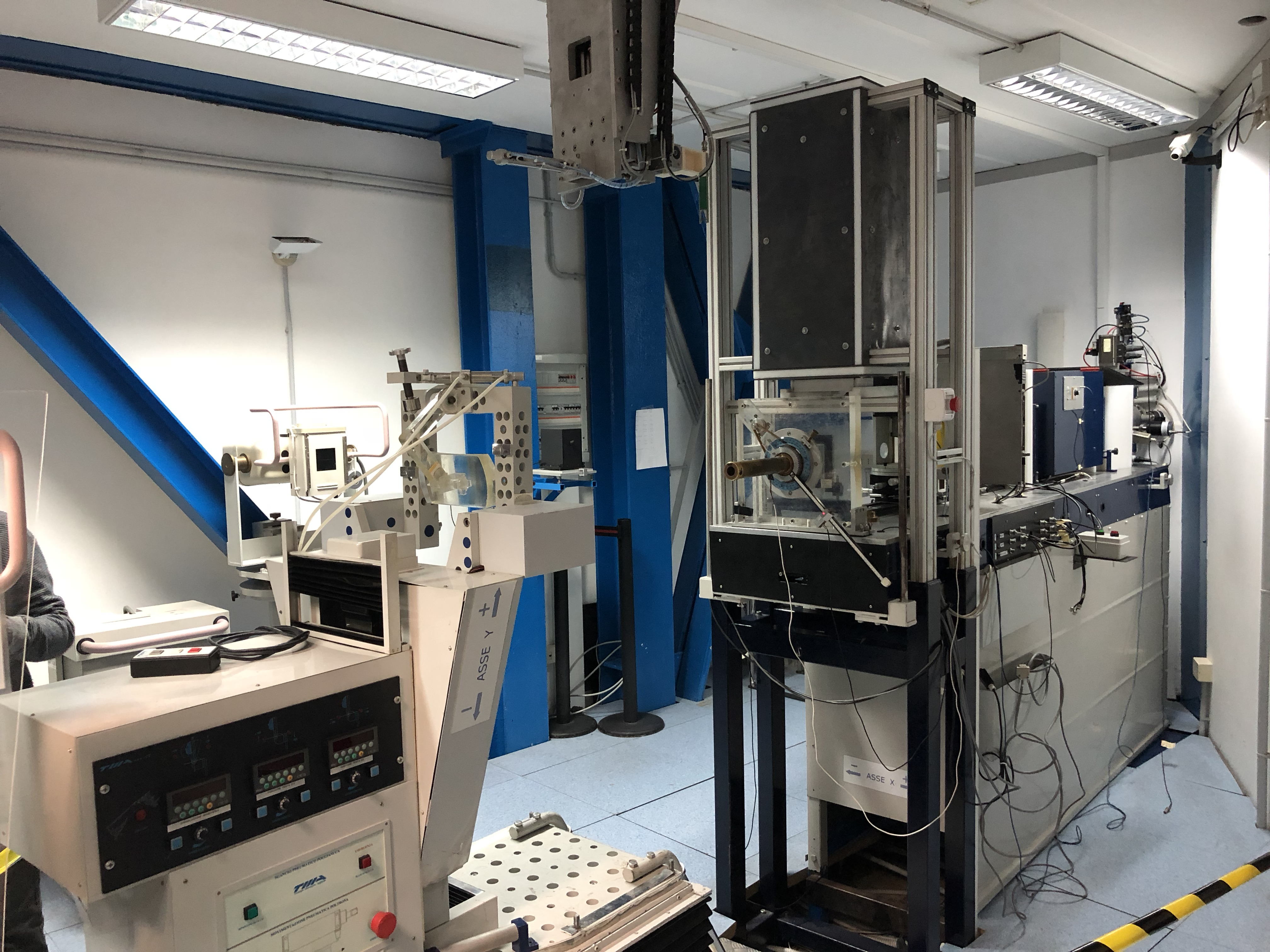
Macchina per l'adroterapia a Catania

Accanto alle tre terapie classiche dei tumori, ovvero chirurgia, radioterapia e chemioterapia, nel corso del tempo sono state sviluppate delle nuove terapie per la cura delle neoplasie. Le più promettenti sono la terapia mirata (tra i sottotipi la terapia con anticorpi monoclonali) e l'immunoterapia (tra i sottotipi la terapia Car-T). Vi sono però altre terapie di supporto o in fase di sviluppo. Tra esse sono degne di nota: la termoablazione (tra i sottotipi l'ipertermia oncologica, la terapia ad ultrasuoni, l'ipertermia magnetica), la terapia adronica (tra i sottotipi la protonterapia), la terapia fotodinamica, la terapia ormonale, la terapia vaccinale, la terapia con nanoparticelle, la crioterapia, l'elettroporazione irreversibile, la terapia con campi elettrici, la viroterapia, la terapia batterica, la terapia genica.

## Le guarigioni enigmatiche

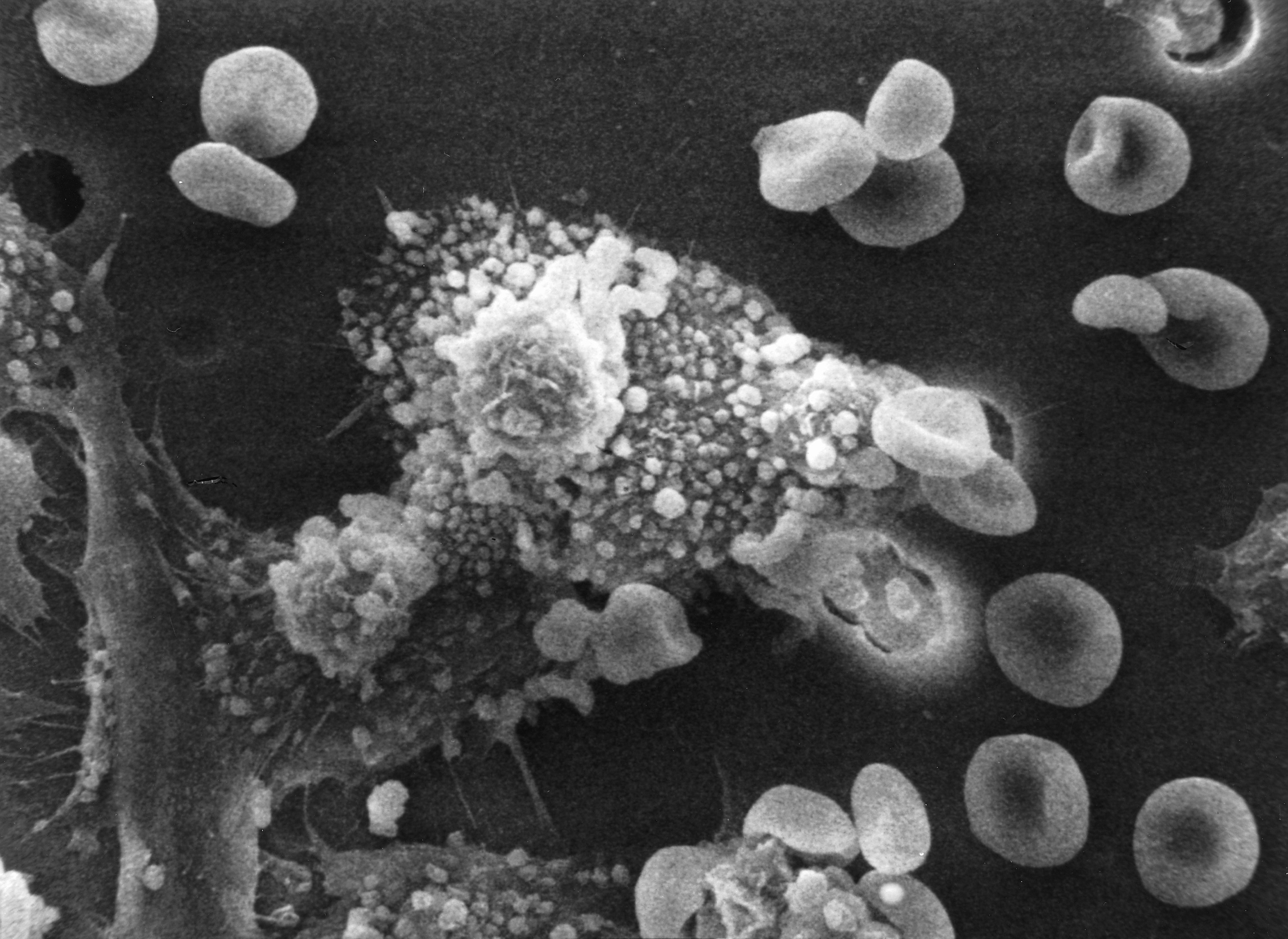
I macrofagi (piccoli globuli bianchi) hanno identificato una cellula tumorale (la grande massa). Le remissioni spontanee dalle neoplasie vengono spiegate con la reazione del sistema immunitario per cause non ancora comprese.

È noto alla medicina che gli individui immunodepressi hanno un rischio molto più elevato di sviluppare un tumore rispetto ai soggetti sani. Il sistema immunitario ha quindi un importante ruolo nella protezione riguardo la carcinogenesi. Le cellule tumorali tuttavia possono sviluppare dei meccanismi di difesa e dare quindi avvio ad una patologia non più controllabile dall'organismo. Si ritiene che a quel punto solo le opzioni terapeutiche possano intervenire sul progredire della neoplasia. Nonostante ciò nel corso della storia dell'oncologia diversi medici hanno rilevato dei rari casi di regressioni e remissioni spontanee di malattia. Non tutti questi eventi sono imputabili ad errate diagnosi perché fra questi alcuni sono stati scientificamente validati. Gli Americani Tilden Everson e Warren Cole documentarono 176 casi di remissioni spontanee e in Italia anche l'oncologo Umberto Veronesi registrò 4 casi di remissioni spontanee. Per la scienza questi eventi dimostrano l'esistenza di meccanismi biochimici e molecolari di riattivazione del sistema immunitario contro le patologie neoplastiche ancora ignoti che, qualora scoperti,  potrebbero portare alla formulazione di nuove ed efficaci terapie.
È noto in radioterapia infine il sorprendente effetto curativo a distanza dalla sede di irradiazione chiamato effetto abscopal. Anche in questa situazione si ritiene che venga coinvolto il sistema immunitario per ragioni non chiarite.